# Empoasca grandisoma
Empoasca grandisoma är en insektsart som beskrevs av Irena Dworakowska 1981. Empoasca grandisoma ingår i släktet Empoasca och familjen dvärgstritar.
Artens utbredningsområde är Nepal. Inga underarter finns listade i Catalogue of Life.